# بلدة إلوود (كانساس)
بلدة إلوود (بالإنجليزية: Elwood Township)‏ هي بلدة في مقاطعة باربر، كانساس، الولايات المتحدة الأمريكية. اعتبارًا من تعداد عام 2000، كان عدد سكانها 275 نسمة.

## روابط خارجية
- US-Counties.com
- مدينة سيتي.كوم